# Exincourt
Exincourt település Franciaországban, Doubs megyében. Lakosainak száma 3273 fő (2022. január 1.). Exincourt Sochaux, Montbéliard és Taillecourt községekkel határos.

## Népesség
A település népességének változása:
| Lakosok száma | 4317 | 3776 | 3445 | 3228 | 3186 | 3214 | 3222 | 3237 | 3245 | 3273 |
|               | 1968 | 1982 | 1990 | 2006 | 2013 | 2015 | 2017 | 2019 | 2020 | 2022 |